# Iyyanahalli, Hosadurga
Iyyanahalli là một làng thuộc tehsil Hosadurga, huyện Chitradurga, bang Karnataka, Ấn Độ.